# Josine Koning
Josine Koning (* 2. September 1995 in Amersfoort) ist eine niederländische Hockeyspielerin. Die Olympiasiegerin von 2021 war Weltmeisterin 2018 und 2022 sowie Europameisterin 2017, 2019 und 2021.

## Leben
Die Torhüterin begann beim Amersfoortse Mixed Hockey Club, spielte dann beim Stichtse Cricket en Hockey Club und spielt seit 2015 für HC ’s-Hertogenbosch, den niederländischen Meister der Jahre 2016 bis 2018. 2014 gewann Koning mit der Juniorennationalmannschaft den Titel bei der Europameisterschaft in Waterloo. 2016 waren die Niederländerinnen Zweite der Juniorenweltmeisterschaft in Santiago de Chile.
Koning debütierte 2017 in der Nationalmannschaft und bestritt bislang 104 Länderspiele. (Stand 17. Dezember 2022)
2017 siegten die Niederländerinnen bei der Europameisterschaft in Amstelveen, wobei sie im Finale die Belgierinnen mit 3:0 bezwangen. Koning wurde nur in der Vorrunde eingesetzt, im Finale stand Anne Veenendaal im Tor. 2018 bei der Weltmeisterschaft in London wurden Koning und Veenendaal in allen Spielen eingesetzt. Die Niederländerinnen gewannen ihre Vorrundengruppe und siegten im Viertelfinale mit 2:0 gegen das englische Team. Das Halbfinale gegen die Australierinnen wurde im Shootout entschieden, Josine Koning ließ dabei nur ein Tor zu. Im Finale siegten die Niederländerinnen mit 6:0 über die irische Mannschaft. 2019 verteidigten die Niederländerinnen ihren Europameistertitel bei der Europameisterschaft in Antwerpen. Veenendaal und Koning spielten in jedem Spiel jeweils eine Halbzeit. Zwei Jahre später gewannen die Niederländerinnen abermals den Titel bei der Europameisterschaft in Amstelveen. Veenendaal und Koning kamen wieder in jedem Spiel jeweils eine Halbzeit zum Einsatz. Bei den Olympischen Spielen in Tokio gewannen die Niederländerinnen alle acht Spiele, im Finale bezwangen sie die Argentinierinnen mit 3:1. Da für das olympische Turnier nur eine Torhüterin zugelassen war, spielte Koning in allen Partien durch.
Ein Jahr später bei der Weltmeisterschaft 2022 wechselten sich die beiden im Tor ab. Veenendaal hütete im Halbfinale beim 1:0-Sieg über die Australierinnen das Tor. Im Finale spielte Koning beim 3:1 gegen Argentinien.